# فیدبک هاب
فیدبک هاب یا مرکز بازخورد (به انگلیسی: Feedback Hub)، یک اپلیکیشن جهانی است که در فروشگاه مایکروسافت یا حتی همراه با ویندوز ۱۰ موجود است. این طراحی شده‌است تا به کاربران — و به ویژه کاربران ویندوز اینسایدر — اجازه دهد تا بازخورد، پیشنهاد ویژگی‌ها و گزارش‌های اشکال را برای سیستم عامل ارائه دهند. همچنین درگاه وب بازخورد هم نسخه‌ای کوچکتر از مرکز بازخورد در حالت وب است که بدون اپلیکیشن و از طریق وب می‌توان در مورد برخی از محصولات مایکروسافت بازخورد ارائه داد.

## تاریخچه

### بازخورد ویندوز
در نسخه‌های بتا ویندوز ۷، یک ویژگی بازخورد در کنترل پنل وجود داشت و بسیاری از برنامه‌ها پیوندهایی به «ارسال بازخورد» در کنار کنترل‌های پنجره خود داشتند. نسخه‌های بتا ویندوز ۷ نیز دوری‌سنجی (به انگلیسی: telemetry) را جمع‌آوری کردند. در ویندوز ۸، دوری‌سنجی هنوز جمع‌آوری می‌شد، اما هیچ روش سازمان‌یافته‌ای برای ارائه و جمع‌آوری کردن بازخورد برای کاربران وجود نداشت. این محدودیت آشکارا باعث شد تا توسعه دهندگان مایکروسافت دکمه استارت و ویندوز ارو را علی‌رغم درخواست کاربران برای باقی گذاشتن این ویژگی‌ها در ویندوز حذف کنند.
ویندوز فیدبک یا بازخورد ویندوز (به انگلیسی: Windows Feedback) یکی از اولین برنامه‌های جدید در ویندوز ۱۰ بود. در ۱ اکتبر ۲۰۱۴ در اولین پیش‌نمایش اینسایدر، ساخت ۹۸۴۱، به عنوان روشی برای ارائه پیشنهادها برای ویژگی‌های جدید در ویندوز ۱۰ منتشر شد، که تا ۲۹ ژوئیه ۲۰۱۵ منتشر نمی‌شد. بازخورد را می‌توان بر اساس موضوع و پالایه‌های مربوط مرتب کرد. هر کاربری با حساب مایکروسافت می‌تواند از این برنامه استفاده کند. این پالایه‌ها شامل تعداد رأی موافق در مورد بازخورد، بازخوردی که بیشترین رتبه را در «پرطرفدارترین» داشته و جدیدترین بازخورد می‌شد. دسترسی مستقیم به پیوند اچ‌تی‌ام‌ال برای بازخورد از داخل برنامه امکان‌پذیر نبود. ویندوز فیدبک از منوهای استاندارد همبرگری یا دکمه‌های بازگشت در طراحی خود استفاده نکرده بود. در عوض، نوار کناری سمت چپ دارای سطوحی از پنل‌های قابل کلیک بود و یک دکمه بازگشت سفارشی در گوشه سمت چپ بالا گنجانده شده بود. از آنجایی که ویندوز فیدبک قبل از ایجاد کنترل‌های استاندارد ویندوز ۱۰ ایجاد شده بود، در ابتدا از زیرساخت یک برنامه ویندوز ۸ استفاده می‌کرد.
ویندوز فیدبک دوری‌سنجی را جمع‌آوری می‌کرد و به صورت دوره‌ای از طریق یک پیام toast از کاربران می‌خواست تا به سوالات پاسخ دهند. با کلیک بر روی toast یا اعلان در اکشن سنتر، پرسشنامه‌ای در مورد ویژگی یا برنامه‌ای که کاربر استفاده کرده‌است باز می‌شود. یک قالب سؤال رایج، رتبه‌بندی مقیاس لیکرت برای یک ویژگی و کادر متنی پاسخ-آزاد برای ارائه بازخورد اضافی بود. گاهی سوالات مربوط به برنامه‌های شخص ثالثی بود که کاربر استفاده می‌کرد، از جمله گوگل کروم و موزیلا فایرفاکس.
ویندوز فیدبک با به‌روزرسانی سالگرد ویندوز ۱۰ در سال ۲۰۱۶ منسوخ شد.

### اینسایدر هاب
اینسایدر هاب به‌طور خاص برای کاربران برنامه ویندوز اینسایدر طراحی شده بود. این نسخه از قبل روی نسخه‌های پیش‌نمایش ویندوز ۱۰ نصب شده بود و می‌توان آن را به‌صورت دستی روی نسخه‌های پایدار نصب کرد.
اینسایدر هاب از منوی همبرگری که در سایر برنامه‌های طراحی شده مخصوص ویندوز ۱۰ یافت می‌شد، استفاده کرد. گاهی مقاله‌ها به درستی تراز نمی‌شدند و از سمت راست پنجره برنامه یا صفحه کاربر عبور می‌کردند. اینسایدر هاب با به‌روزرسانی سالگرد منسوخ شد.

### ادغام در مرکز بازخورد
فیدبک هاب در ۱۷ مارس ۲۰۱۶ برای ویندوز اینسایدرها منتشر شد. به‌طور کلی در ۲۰ مه ۲۰۱۶ در دسترس قرار گرفت و امکان نصب آن در کنار ویندوز فیدبک بود. این برنامه روی هر رایانه‌ای با به‌روزرسانی سالگرد یا نسخه‌های جدیدتر ویندوز ۱۰ از قبل نصب شده‌است. این از همان نماد بازخورد ویندوز استفاده می‌کند. برخلاف اینسایدر هاب، اطلاعیه‌ها و جستجوهای مقاله‌ها با هم در صفحهٔ اصلی فیدبک هاب فهرست شده‌اند و بر اساس فضای موجود هم‌تراز می‌شوند.

## ویژگی‌ها
فیدبک هاب شامل تمام ویژگی‌های نسخه‌های قبلی خود می‌باشد. نمای خانه یک کادر جستجو برای بازخورد، تعداد بازخوردهای ارائه شده و آرای موافق دریافتی، فهرستی از ویژگی‌های جدید، گزینه‌هایی برای رتبه‌بندی نسخه ویندوزی که کاربر در حال حاضر استفاده می‌کند، و پیوندهایی به نمایهٔ کاربر و اطلاعات خارجی دربارهٔ ویندوز ارائه می‌دهد.
کاربران می‌توانند به صورت ناشناس بازخورد ارائه کنند یا با یک حساب مایکروسافت یا حساب Azure Active Directory وارد شوند. ورود به سیستم امکان همگام‌سازی آرای موافق و دستاوردها را بین دستگاه‌ها و مشاهده بازخوردی که قبلاً در بخش بازخورد من در برنامه داده‌اید را ممکن می‌سازد.
مانند هر برنامه دیگری، مرکز بازخورد خود در معرض بازخورد است. با گذشت زمان، صفحهٔ دریافت بازخورد به‌روزرسانی شد، پیوند دادن به بازخوردها و اطلاعیه‌ها در دسترس قرار گرفت، و اکنون می‌توان بازخوردهای بین پلتفرمی را مشاهده کرد و دربارهٔ آن اظهار نظر کرد. به عنوان مثال، یک کاربر در رایانه شخصی ویندوز ۱۰ می‌تواند بازخوردها را ببیند و برای ویندوز ۱۰ موبایل نظر بدهد؛ با این حال، کاربر نمی‌تواند برای پلتفرمی که در حال حاضر از آن استفاده نمی‌کند، بازخورد جدید یا رأی موافق ایجاد کند.

## تأثیر
تغییرات قابل توجهی که پس از ارائه بازخوردهای مربوط توسط کاربران ایجاد شده‌است شامل بسیاری از ویژگی‌های جدید در Mail، نمای پوشه در Photos، اندازه‌های کوچک‌تر برای یادداشت‌های چسبنده و نماد ذخیرهٔ جدید در Sketchpad است. هر بازخوردی پذیرفته نمی‌شود، و تعداد بیشتر آرای موافق به‌طور خودکار احتمال تغییر ویژگی را افزایش نمی‌دهد. درخواست‌هایی که به صراحت توسط مهندسان مایکروسافت رد شده‌اند شامل آوردن ویندوز مدیا سنتر به ویندوز ۱۰ و حذف ورود خودکار در پیش‌نمایش اسکایپ و سایر برنامه‌ها است. با این وجود، آرای موافق نشان می‌دهد که چه تعداد از کاربران با یک بازخورد موافق هستند.